# Ејмо (Индијана)
Ејмо (енгл. Amo) град је у америчкој савезној држави Индијана.

## Демографија
По попису из 2010. године број становника је 401, што је 13 (-3,1%) становника мање него 2000. године.
| Група             | 2000.       | 2010.       |
| Белци             | 412 (99,5%) | 395 (98,5%) |
| Афроамериканци    | 1 (0,2%)    | 0 (0,0%)    |
| Азијати           | 0 (0,0%)    | 0 (0,0%)    |
| Хиспаноамериканци | 0 (0,0%)    | 1 (0,2%)    |
| Укупно            | 414         | 401         |